# Atticus Lish
Atticus Lish (ur. w 1972 w Nowym Jorku) – amerykański pisarz.
Mieszka w Nowym Jorku, jest synem Gordona Lisha, wpływowego nowojorskiego redaktora literatury pięknej. Podobnie jak jego ojciec jest absolwentem Phillips Academy w Andover, gdzie studiował język mandaryński. Następnie podjął studia na Uniwersytecie Harvarda, które jednak porzucił po dwóch latach. Później pracował w różnych zawodach (m.in. w fast foodzie Papaya King), podróżował po całym świecie, a także służył w korpusie marines. Dopiero po trzydziestce powrócił na studia i ostatecznie obronił na Uniwersytecie Harvarda pracę z zakresu matematyki (na temat twierdzenia Arzeli-Ascolego).
Jego debiutancka powieść Preparation for the Next Life (2014) uzyskała kilka nagród, m.in.: Carla Furstenberg Cohen Literary Prize 2014, New York City Book Award 2015, PEN/Faulkner Award 2015, Plimpton Prize 2015. W Polsce ukazała się jako Następne życie, przeł. Szymon Żuchowski, Czwarta Strona, Poznań 2018.

## Źródła
- Atticus Lish’s Roundabout Path to Literary Success
- Informacja o książce Preparation for the Next Life na stronie wydawnictwa Tyrant Books. nytyrant.com. [zarchiwizowane z tego adresu (2015-03-11)].